# Mitochondriální fúze
Mitochondriální fúze je proces, při kterém se dvě samostatné mitochondrie spojují v jednu velkou. Mitochondrie jsou dynamické organely se schopností fúzování a dělení, které ve většině eukaryotických buněk vytvářejí neustále se měnící trubicovité sítě. Tato mitochondriální dynamika, poprvé pozorovaná před více než sto lety, je důležitá pro správnou funkci buňky a defekty v dynamice vedou ke genetickým poruchám. Fúzí mohou mitochondrie překonat nebezpečné důsledky genetických poruch. Na procesu mitochondriální fúze se podílí celá řada proteinů, které pomáhají buňce v celé řadě událostí, jež tento proces tvoří.

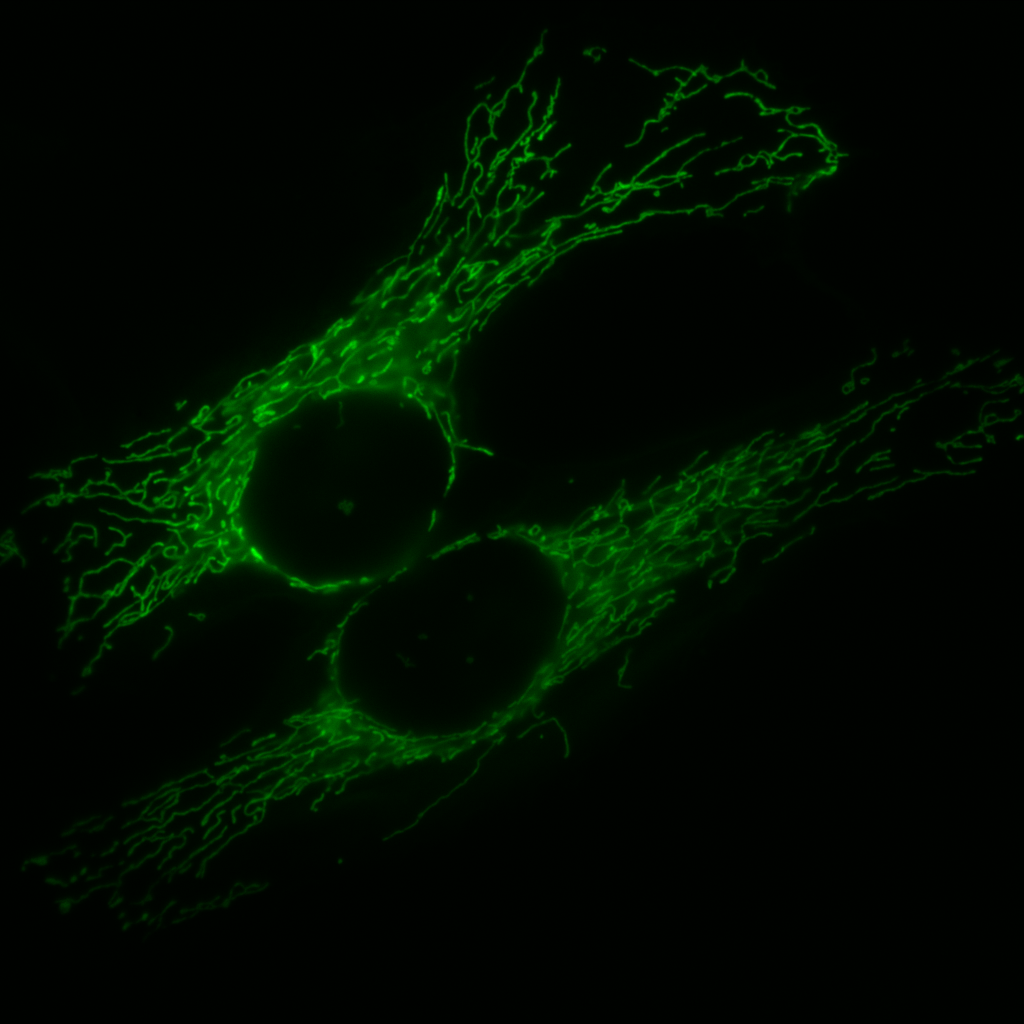
Mitochondriální síť (zeleně) ve dvou lidských buňkách (HeLa buňky).

## Přehled
Když buňky zažívají metabolický stres nebo stres způsobený prostředím, dochází k fúzi a dělení mitochondrií, aby se zachovala jejich funkčnost. Zvýšení aktivity fúze vede k prodloužení mitochondrií, zatímco zvýšení aktivity dělení vede k fragmentaci mitochondrií. Složky tohoto procesu mohou ovlivňovat programovanou buněčnou smrt a vést k neurodegenerativním onemocněním, jako je Parkinsonova choroba. Taková buněčná smrt může být způsobena narušením procesu fúze nebo štěpení.
Tvar mitochondrií v buňkách se neustále mění kombinací dělení, fúze a pohybu. Konkrétně fúze pomáhá při modifikaci stresu tím, že integruje obsah mírně poškozených mitochondrií jako formu komplementace. Tím, že umožňuje genetickou komplementaci, dovoluje fúze mitochondrií, aby dva mitochondriální genomy s různými defekty v rámci jedné organely individuálně kódovaly to, co chybí tomu druhému. Tyto mitochondriální genomy přitom vytvářejí všechny potřebné složky funkční mitochondrie.

## Mitochondriální dynamika
Kombinací účinků nepřetržité fúze a štěpení vznikají mitochondriální sítě. Mechanismy mitochondriální fúze a štěpení jsou regulovány proteolýzou a posttranslačními modifikacemi. Působení štěpení, fúze a pohyblivosti způsobuje, že se tvary těchto subcelulárních organel neustále mění.
Změny v rovnováze mezi rychlostí mitochondriálního dělení a fúze přímo ovlivňují širokou škálu délek mitochondrií, které lze pozorovat u různých typů buněk. Bylo prokázáno, že rychlé dělení a fúze mitochondrií v pěstovaných fibroblastech podporuje redistribuci mitochondriálního zeleného fluorescenčního proteinu (GFP) z jedné mitochondrie do všech ostatních mitochondrií. K tomuto procesu může v buňce dojít v časovém úseku pouhé hodiny.
Význam mitochondriálního dělení a fúze je odlišný u neproliferujících neuronů, které nejsou schopny přežít bez mitochondriálního dělení. Takové neproliferující neurony jsou příčinou dvou lidských onemocnění známých jako dominantní zraková atrofie a Charcot-Marie-Toothova choroba typu 2A, které jsou obě způsobena defektem fúze. Ačkoli je význam těchto procesů zřejmý, stále není jasné, proč jsou mitochondriální štěpení a fúze pro neproliferující buňky nezbytné.

## Regulace
Bylo identifikováno mnoho genových produktů, které řídí mitochondriální fúzi, a lze je omezit na tři základní skupiny, které rovněž řídí mitochondriální dělení. Mezi tyto skupiny proteinů patří mitofusiny 1 a 2, OPA1 a DRP1. Všechny tyto molekuly jsou GTP hydrolyzující proteiny (GTPázy), které patří do rodiny dynaminů. Dynamiku mitochondrií v různých buňkách chápeme podle způsobu, jakým se tyto proteiny vzájemně regulují a vážou. Tyto GTPázy při řízení mitochondriální fúze jsou dobře konzervovány mezi savci, octomilkami a kvasinkami. Mediátory mitochondriální fúze se liší mezi vnější a vnitřní membránou mitochondrií. Fúzi mezi vnějšími membránami mitochondrií zprostředkovávají specifičtí membránově ukotvení členové rodiny dynaminů známí jako mitofusin-1 a mitofusin-2 (MFN1, MFN2). Tyto dva lidské mitofusiny mohou v podmínkách nadměrné exprese měnit morfologii postižených mitochondrií. Jiný člen rodiny dynaminů známý jako OPA1 u savců zprostředkovává fúzi mezi vnitřními membránami mitochondrií. Tyto regulační proteiny mitochondriální fúze jsou závislé na organismu, proto je u octomilek a kvasinek tento proces řízen mitochondriální transmembránovou GTPázou Fzo. U octomilky se Fzo nachází v postmeiotických spermatidách a dysfunkce tohoto proteinu vede k samčí sterilitě. Delece Fzo1 u kvasinek však vede k menším, kulovitým mitochondriím v důsledku nedostatku mitochondriální DNA (mtDNA).

## Apoptóza
Rovnováha mezi fúzí a štěpením mitochondrií v buňkách je dána regulací mitofusinů, OPA1 a DRP1. Apoptóza neboli programovaná buněčná smrt začíná rozpadem mitochondrií na menší části. Tento proces je výsledkem regulace DRP1 směrem nahoru a regulace mitofusinů směrem dolů. Později v průběhu apoptózy dochází ke změně aktivity OPA1 ve vnitřní mitochondriální membráně. Úkolem proteinu OPA1 je chránit buňky před apoptózou tím, že inhibuje uvolňování cytochromu c. Jakmile je tento protein změněn, dochází ke změně struktury krist, uvolnění cytochromu c a aktivaci destruktivních enzymů kaspáz. Tyto výsledné změny naznačují, že vnitřní struktura mitochondriální membrány je spojena s regulačními cestami při ovlivňování života a smrti buňky. OPA1 hraje jak genetickou, tak molekulární roli v mitochondriální fúzi a v remodelaci krist během apoptózy. OPA1 existuje ve dvou formách; první je rozpustná a nachází se v mezimembránovém prostoru a druhá jako integrální forma vnitřní membrány, které společně pracují na restrukturalizaci a tvarování krist během apoptózy a po ní. OPA1 blokuje redistribuci intramitochondriálního cytochromu c, což vede k přestavbě krist. OPA1 funguje jako ochrana buněk s mitochondriální dysfunkcí způsobenou nedostatkem mitofusinu, a to dvojnásobně u buněk s nedostatkem MFN1 a MFN2, ale větší roli hraje u buněk s nedostatkem pouze MFN1 na rozdíl od buněk s nedostatkem MFN2. Proto se potvrzuje, že funkce OPA1 je závislá na množství MFN1 přítomném v buňce, aby podporovala mitochondriální elongaci.

## Situace u savců
Oba proteiny, MFN1 a MFN2, mohou při mitochondriální fúzi působit buď společně, nebo odděleně. MFN1 a MFN2 jsou si podobné z 81 % a zároveň se z 51 % podobají proteinu Fzo u octomilky. Výsledky zveřejněné pro studii, jejímž cílem bylo určit vliv fúze na strukturu mitochondrií, ukázaly, že buňky s nedostatkem mitofusinů vykazovaly při pozorování buď protáhlé buňky (většina), nebo malé, kulovité buňky.
Mitofusiny má tři různé způsoby působení: MFN1 homotypické oligomery, MFN2 taktéž homotypické oligomery a konečně MNF1-MFN2 heterotypické oligomery. Předpokládá se, že typ buňky určuje způsob působení, ale zatím nebylo objasněno, zda MFN1 a MFN2 plní v tomto procesu stejnou funkci, nebo zda jsou oddělené. Buňky, kterým tento protein chybí, trpí závažnými buněčnými defekty, jako je špatný růst buněk, heterogenita mitochondriálního membránového potenciálu a snížené buněčné dýchání.
Mitochondriální fúze hraje důležitou roli v procesu embryonálního vývoje, jak ukazují proteiny MFN1 a MFN2. Pomocí knock-outovaných myší s MFN1 a MFN2, které umírají in utero v polovině těhotenství v důsledku nedostatku placenty, bylo prokázáno, že mitochondriální fúze není nezbytná pro přežití buněk in vitro, ale je nezbytná pro embryonální vývoj a přežití buněk v pozdějších stadiích vývoje. Od "single" knock-out myší byly odlišeny myši s dvojitým knock-outem MFN1 MFN2, které umírají ještě dříve ve vývoji. Myší embryofibroblasty (MEF) pocházející z dvojitě knock-outovaných myší sice přežívají v kultuře, i když u nich zcela chybí fúze, ale části jejich mitochondrií vykazují snížený počet kopií mitochondriální DNA (mtDNA) a ztrácejí membránový potenciál. Tento sled událostí způsobuje problémy se syntézou adenosintrifosfátu (ATP).

## Rodina proteinů Mitochondriální fúze vnitřní/vnější membrány (MMF)
Rodina MMF (Mitochondrial Inner/Outer Membrane Fusion) je rodina proteinů, které hrají roli při mitochondriální fúzi. Tato rodina patří do větší nadrodiny mitochondriálních přenašečů (Mitochondrial Carrier; MC). Dynamická povaha mitochondrií je pro jejich funkci rozhodující. Chen a Chan (2010) se zabývali molekulárním základem mitochondriální fúze, její ochrannou úlohou při neurodegenerativních procesech a jejím významem pro buněčné funkce. Savčí mitofusiny MFN1 a MFN2, GTPázy lokalizované na vnější membráně, zprostředkovávají fúzi vnější membrány. OPA1, GTPáza spojená s vnitřní membránou, zprostředkovává následnou fúzi vnitřní membrány; Mutace v MFN2 nebo OPA1 způsobují neurodegenerativní onemocnění. Mitochondriální fúze umožňuje míchání obsahu v rámci mitochondriální populace, čímž zabraňuje trvalé ztrátě základních složek. Buňky se sníženou mitochondriální fúzí vykazují subpopulaci mitochondrií, které postrádají nukleoidy mtDNA. Takové defekty mtDNA vedou ke vzniku mitochondrií s nedostatkem dýchání a jejich hromadění v neuronech vede k poruše vyrůstání buněčných procesů a následné neurodegeneraci.

### Členové rodiny
Reprezentativní seznam proteinů patřících do rodiny MMF je k dispozici v databázi Transporter Classification Database.
- 9.B.25.1.1 - Fúzní komplex vnitřní/vnější mitochondriální membrány, Fzo/Mgm1/Ugo1. Pouze protein Ugo1 je členem nadrodiny MC.
- 9.B.25.2.1 - Mitochondriální fúzní komplex savců, komplex MFN1/MFN2/OPA1.

### Mitofusiny Mfn1 a Mfn2
MFN1 a MFN2 jsou v savčích buňkách nezbytné pro mitochondriální fúzi, ale funkčně se MFN1 a MFN2 liší. Například k tvorbě oligomerních struktur in vitro dochází snadněji, pokud jsou mitochondrie izolovány z buněk nadměrně exprimujících MFN1 než MFN2. Kromě toho bylo prokázáno, že se MFN2 specificky spojuje s Bax a Bak (rodina Bcl-2, TC#1.A.21), což vede ke změněné aktivitě MFN2, což naznačuje, že mitofusiny mají jedinečné funkční vlastnosti. Lipidové díry se mohou otevírat na protilehlých dvojvrstvách jako meziprodukty a fúze v kardiomyocytech je spojena s destabilizací vnější mitochondriální membrány, která se oportunisticky uplatňuje během přechodu mitochondriální permeability.
Mutace v MFN2 (ale ne v MFN1) vedou k neurologickému onemocnění Charcot-Marie-Toothově chorobě (CMT2A). Tyto mutace mohou být doplněny tvorbou hetero-oligomerů MFN1–MFN2CMT2A, ale ne homo-oligomerů MFN2+–MFN2CMT2A. To naznačuje, že v rámci heterooligomerního komplexu MFN1-MFN2 je každá molekula funkčně odlišná. To naznačuje, že řízení hladiny exprese každého proteinu pravděpodobně představuje nejzákladnější formu regulace, která mění dynamiku mitochondrií v savčích tkáních. Hladiny exprese MFN1 a MFN2 se totiž liší podle typu buňky nebo tkáně, stejně jako morfologie mitochondrií.

### Fúzní proteiny kvasinek
U kvasinek jsou pro mitochondriální fúzi nezbytné tři proteiny. Fzo1 (P38297) a Mgm1 (P32266) jsou konzervované guanosintrifosfatázy, které se nacházejí ve vnější a vnitřní membráně. V každé membráně jsou tyto konzervované proteiny nutné pro odlišné kroky vázání membrán a míchání lipidů. Třetí nezbytnou složkou je Ugo1, protein vnější membrány s oblastí homologickou, ale vzdáleně příbuznou oblasti v rodině mitochondriálních přenašečů (MC). Hoppins a kol. v roce 2009 ukázali, že Ugo1 je modifikovaný člen této rodiny, který obsahuje tři transmembránové domény a existuje jako dimer, což je struktura, která je kritická pro fúzní funkci Ugo1. Jejich analýzy Ugo1 naznačují, že je nutný pro fúzi vnější i vnitřní membrány po uvázání membrány, což naznačuje, že působí v kroku fúze, kdy dochází k míchání lipidů. Tato role je odlišná od fúzních proteinů příbuzných dynaminu, a ukazuje tak, že na každé membráně nestačí k řízení kroku míchání lipidů jediný fúzní protein. Místo toho tento krok vyžaduje složitější sestavu proteinů. Tvorba fúzního póru nebyla dosud prokázána. Protein Ugo1 je členem nadrodiny MC.

## Související
- Mitochondriální dělení
- Mitofusin-1
- Mitofusin-2
- OPA1
- DRP1